# Constantin Cubleșan
Constantin Cubleșan (n. 16 mai 1939, Cluj) este un prozator, dramaturg, poet, critic și istoric literar român.

## Biografie
S-a născut la Cluj în familia învățătorului Grigore Cubleșan și a soției sale, Iolanda (n. Popa-Zaharonski). A învățat la Școala primară din comunele Traniș și Nearsova, după care a început studiile liceale la Huedin și le-a terminat la Școala medie Nr. 6 (fostul Liceu de Băieți Nr. 2) din Cluj în 1955, apoi a urmat cursurile Facultății de Filologie-Istorie-Filosofie, secția limba rusă, din cadrul Universității „Victor Babeș” din Cluj, obținând licența în 1959. Mai târziu, în 1982, a obținut titlul de doctor în filologie al aceleiași universități cu teza Opera literară a lui Delavrancea.
După absolvirea facultății a lucrat ca reporter și redactor la Studioul de Radio Cluj (1959-1962) și ca redactor la secția de artă și de critică literară a revistei Tribuna (1962-1972), unde a publicat aproape săptămânal cronici dramatice și cronici literare și a îndeplinit în perioada 1970-1971, alături de Augustin Buzura, postul de secretar general de redacție. În 1972 s-a transferat la Editura Dacia din Cluj, unde a ocupat prin concurs postul de redactor-șef (1972-1980). A îndeplinit apoi funcțiile de director al Teatrului Național din Cluj-Napoca (1 octombrie 1980 - 31 decembrie 1987) și redactor-șef adjunct al revistei Steaua (1988-1999).
A început să predea începând din 1991 ca profesor asociat la nou-înființata secție de teatru (transformată ulterior în facultate) de la Facultatea de Litere a Universității „Babeș-Bolyai” din Cluj. S-a transferat în 1999, în urma unui concurs, pe postul de conferențiar la Universitatea „1 Decembrie 1918” din Alba Iulia, fiind avansat în anul 2002 la gradul de profesor universitar. Acolo a predat cursurile de Teoria literaturii și Estetica generală, iar din anul 2005 a fost conducător de doctorat în specialitatea Literatura română. În perioada 2000–2004 a îndeplinit funcția de prodecan al Facultății de Istorie și Filologie a Universității din Alba Iulia.
A fost decorat în anul 2004 cu Ordinul Meritul Cultural în grad de Ofițer, Categoria A - „Literatură”.

## Activitatea literară
Profesorul I.D. Sârbu i-a remarcat calitățile literare în perioada studiilor liceale și l-a îndrumat către cenaclul Filialei Cluj al Uniunii Scriitorilor, condus de A.E. Baconski. Cubleșan a debutat în anul 1956, cu poezii publicate în ziarul Făclia din Cluj. A publicat în perioada studenției în paginile revistelor Steaua și Tribuna din Cluj.
În anul 1964 a devenit membru al Uniunii Scriitorilor din România. A debutat editorial cu volumul de povestiri SF Nepăsătoarele stele (1968), publicând apoi proză științifico-fantastică în volumele Iarba cerului (1974; Premiul de proză al Uniunii Scriitorilor), Paradoxala întoarcere (1978), Suflete mecanice (1992) și Galaxia termitelor (1993). A publicat, de asemenea, nuvele din viața militară (Aproape de curcubeu, 1972), romanele Licheni (1974), Un gotic târziu (1975), ciclul Un anotimp pentru fiecare (I Sezonul crinilor roșii, 1985; II Porți deschise, 1986), Balada neterminată (1998), volume de versuri (Apropierea iernii, 1993; Vârsta amintirilor, 1995; Lumina din prăpastie, 1996; În oglinzile timpului, 1997; Meridiane lirice, 1998; Templul cu vise, 1999; Absent din Agora, 2001), piese de teatru (Teme provinciale, 1987) și cărți pentru copii (Pensiunea „Margareta”, 1982; Iepurilă Varză-Dulce, vol. I-IV, 1984-1985; Orașul de cretă colorată, 1986; La foc de tabără, 1989) etc. Piesele de teatru scrise de el au fost reprezentate pe scenele teatrelor din Sibiu, Cluj, Arad, Satu Mare, Baia Mare, Turda, Brașov, Timișoara, Botoșani.
Constantin Cubleșan s-a remarcat, de asemenea, ca eseist și critic și istoric literar. A publicat comentarii critice despre Barbu Delavrancea (1982), Ion Lăncrănjan (1993), Ioan Slavici (1994; 2001), Mihai Eminescu (1997; 1998; 2000; 2001; 2002; 2005; 2006; 2008; 2011), I.L. Caragiale (1999; 2012), Pavel Dan (1999; 2007), Liviu Rebreanu (2001; 2012; 2013), Nicolae Filimon (2003), Lucian Blaga (2005; 2010), Mihail Sebastian (2007), Emil Cioran (2007), Ion Creangă (2008), Constantin Virgil Gheorghiu (2011; 2016), Urmuz (2014). Articolele de critică literară publicate în reviste au fost adunate în vol. Miniaturi critice (1969), în timp ce articolele dedicate teatrului au fost cuprinse în vol. Teatrul – istorie și actualitate (1978) și Teatrul între civic și etic (1983). Ca urmare a bogatei activități critice pe care a desfășurat-o, Constantin Cubleșan a fost distins cu Premiul Filialei din Cluj a Uniunii Scriitorilor (1980; 1999).
Și-a dedicat mai mult de două decenii studierii operei eminesciene, publicând mai multe volume de comentarii critice: Eminescu în conștiința criticii (1994), Eminescu în perspectivă critică (1997), Eminescu în orizontul criticii (2000), Eminescu în oglinzile criticii (2001), Eminescu în universalitate (2002), Eminescu în reprezentări critice (2003), Eminescu în privirile criticii (2005) și Eminescu în comentarii critice (2008), la care se adaugă cercetări proprii ale universului eminescian incluse în volumele Luceafărul și alte comentarii eminesciene (1998), Cezara (2002) și Ciclul schillerian (2006).

## Opera
- Nepăsătoarele stele, povestiri SF, Ed. Tineretului, București, col. Fantastic Club, 1968;
- Miniaturi critice, Ed. pentru literatură, București, 1968;
- Clopotele de apă, nuvele, Ed. Albatros, București, 1970;
- Aproape de curcubeu, povestiri, Ed. Militară, București, 1972;
- Licheni, roman, Ed. Dacia, Cluj-Napoca, 1974;
- Iarba cerului, roman S.F., Ed. Albatros, București, col. Fantastic Club, 1974 (ed. nouă, Ed. Nemira, București, col. Nautilus SF, 2013; altă ed., Ed. Eagle, Berca, 2022);
- Un gotic târziu, roman, Ed. Facla, Timișoara, 1975 (traducere în limba maghiară de István Sigmond, Szerelmeim városa, Ed. Dacia, Cluj-Napoca, 1977);
- Umbra ulmilor tineri, nuvele și povestiri, Ed. Dacia, Cluj-Napoca, 1976;
- Paradoxala întoarcere, roman S.F., Ed. Albatros, București, col. Fantastic Club, 1978 (ed. a II-a, Ed. Eagle, Berca, 2022);
- Teatrul - istorie și actualitate, critică literară, Ed. Dacia, Cluj-Napoca, 1979;
- Viața și încă o zi, nuvele, Ed. Eminescu, București, 1980;
- Pensiunea Margareta, povestiri, Ed. Ion Creangă, București, 1982;
- Opera literară a lui Delavrancea, Ed. Minerva, București, 1982;
- Teatrul - între civic și etic, Ed. Dacia, Cluj-Napoca, 1983;
- Iepurilă Varză-Dulce, I. Stăpânul pădurii, II. Ursul slugă la castel, III. O întâmplare neașteptată, IV. Carnavalul din pădure, Ed. Ion Creangă, București, 1984-1985 (ed. a II-a, Ed. Dacia, Cluj-Napoca, 2002);
- Un anotimp pentru fiecare, roman (I. Sezonul crinilor roșii, II. Porți deschise), Ed. Dacia, Cluj-Napoca, 1985-1986;
- Orașul de cretă colorată, povestiri pentru copii, Ed. Ion Creangă, București, 1986;
- Teme provinciale, teatru, prefață de Ion Vlad, Ed. Eminescu, București, 1987;
- Baladă neterminată, roman, Ed. Dacia, Cluj-Napoca, 1988;
- La foc de tabără, povestiri pentru copii, Ed. Ion Creangă, București, 1989;
- Sincere felicitări, proză scurtă, Ed. Dacia, Cluj-Napoca, 1991;
- Suflete mecanice, povestiri, Ed. Transpres, Sibiu, 1992;
- Apropierea iernii, versuri, L'Etoile d'Argent, Namur, Belgia, 1993;
- Galaxia termitelor, roman S.F., Ed. Transpres, Sibiu, 1993 (ed. a II-a, Ed. Eikon, București, 2018; ed. revizuită și publicată sub titlul Galaxia furnicilor, Ed. Eagle, Berca, 2022);
- Opera literară a lui Ion Lăncrănjan, Inspectoratul pentru Cultură al Județului Alba, Alba Iulia, 1993;
- Teatrul Național Cluj-Napoca, monografie, în colab. cu Iustin Ceuca, 1994;
- Eminescu în conștiința critică, Ed. Didactică și Pedagogică, București, 1994;
- Ioan Slavici interpretat de..., Ed. Recif, București, 1994;
- Vârsta amintirilor, poeme, Ed. Sarmis, Cluj-Napoca, 1995;
- Lumina din prăpastie, versuri, Ed. Helicon, Timișoara, 1996;
- Eminescu în perspectivă critică, Ed. Cogito, Oradea, 1997;
- În oglinzile timpului, poezii, L'Etoile d'Argent, Namur, Belgia, 1997;
- Alfabetul glumeț, versuri pentru copii, Deva, 1998;
- Meridiane lirice: un jurnal liric de călătorie, versuri, Fundația Culturală Forum, Cluj-Napoca, 1998;
- Băieții cuminți, versuri pentru copii, Ed. Emia, Deva, 1998;
- „Luceafărul” și alte comentarii eminesciene, Ed. Timpul, Reșița, 1998;
- Caragiale în conștiința critică, Ed. Cogito, Oradea, 1999;
- Templul cu vise, versuri, Oradea, 1999;
- Opera literară a lui Pavel Dan, Ed. Viitorul Românesc, București, 1999 (ed. a II-a, 2007);
- Eminescu în orizontul criticii, Ed. Paralela 45, Pitești, 2000;
- Romancierul Rebreanu, Ed. Viitorul Românesc, București, 2001;
- Eminescu în oglinzile criticii, Ed. Dacia, Cluj-Napoca, 2001;
- „Moara cu noroc” de Ioan Slavici, Ed. Dacia, Cluj-Napoca, 2001;
- Caligrafii „Caligrafului”, eseuri critice, Ed. Decebal, Drobeta Turnu Severin, 2002;
- Absent din Agora, versuri, Ed. Emia, Deva, 2001;
- Antologia basmului cult, Ed. Dacia, Cluj-Napoca, 2002;
- Eminescu în universalitate, Ed. Aeternitas, Alba Iulia, 2002;
- Eminescu în reprezentări critice, Ed. Grinta, Cluj-Napoca, 2003;
- Nicolae Filimon, micromonografie, Ed. Scrisul Românesc, Craiova, 2003 (ed. a II-a, 2013);
- Clasici și moderni, eseuri, Ed. Gramar, București, 2003;
- Litanii profane, versuri, pref. de Aurel Pantea, Ed. Limes, Cluj-Napoca, 2004;
- Romulus Cojocaru, poetul, Ed. Decebal, Drobeta Turnu Severin, 2004;
- Trilogii de buzunar, teatru, 2004;
- De la tradiție la postmodernism, Ed. Decebal, Drobeta Turnu Severin, 2005;
- Dicționarul personajelor din teatrul lui Lucian Blaga (coord.), Ed. Dacia, Cluj-Napoca, 2005;
- Eminescu în privirile criticii, Ed. Grinta, Cluj-Napoca, 2005;
- Efigii pe nisipul vremii, Ed. Clusium, Cluj-Napoca, 2005;
- M. Eminescu. Ciclul schillerian, Ed. Grinta, Cluj-Napoca, 2006 (ed. a II-a, Ed. Bibliotecii ASTRA, Sibiu, 2010);
- Ion Creangă în conștiința criticii, Ed. Tribuna, Cluj-Napoca, 2006;
- Mihail Sebastian. Teatrul. Dicționar de personaje (coord.), Ed. Hasefer, București, 2007;
- Serile cu Bartolomeu, Ed. Reîntregirea, Alba Iulia, 2007;
- Din mansarda lui Cioran, Ed. Europress, București, 2007;
- Pavel Dan - prozatorul Câmpiei Transilvane, Ed. Limes, Cluj-Napoca, 2007;
- Pasiunea lecturii, Ed. Napoca Star, Cluj-Napoca, 2008;
- Domnița nebănuitelor trepte, teatru, 2008;
- Eminescu în comentarii critice, Ed. Grinta, Cluj-Napoca, 2008;
- Bădia..., în colab. cu Ion Mărgineanu, 2008;
- Conferințe literare, Editura Galaxia Gutemberg, Târgu Lăpuș-Cluj Napoca, 2009;
- Lucian Blaga, dramaturgul, eseuri, Ed. Ardealul, Tg. Mureș, 2010 (ed. a II-a, 2011);
- Omul în colivie, proză (nuvele și povestiri), Editura Casa Cărții de Știință, Cluj-Napoca, 2010;
- În jurul începuturilor romanului românesc, Ed. Gramar, București, 2010;
- Lucian Blaga: zece ipostaze teatrale, Ed. Dacia XXI, Cluj-Napoca, 2011;
- Eminescologi clujeni, Ed. Limes, Cluj-Napoca, 2011;
- Escale în croazieră - Constantin Virgil Gheorghiu, Ed. Grinta, Cluj-Napoca, 2011 (ed. a II-a, 2016);
- Curente, mișcări, grupări literare și artistice în sec. XX, Ed. Aeternitas, Alba Iulia, 2012;
- Dicționarul personajelor din teatrul lui I. L. Caragiale, coordonator, Ed. All, București, 2012;
- Nuvelistul Rebreanu, Ed. Academiei Române, București, 2012;
- Lecturi confortabile, Ed. Europress, București, 2012;
- Mersul prin cușcă, schițe, povestiri, nuvele, Ed. Limes, Cluj-Napoca, 2012;
- Liviu Rebreanu: zece ipostaze ale romanului, Ed. TipoMoldova, Iași, 2013;
- Opera literară a lui Nicolae Filimon, Ed. Academiei Române, București, 2013;
- Lectura – profesiune și delectare, Ed. Eikon, Cluj-Napoca, 2013;
- Eminescu în exegeze critice, Ed. Junimea, Iași, 2014;
- Urmuz în conștiința criticii, Ed. Cartea Românească, București, 2014;
- Mihail Sadoveanu. Actualitatea în rezonanță istorică, Ed. TipoMoldova, Iași, 2014;
- Grăbește-te încet : -75- : (interviuri), prefață de Ilie Rad, Ed. Eikon, Cluj-Napoca, 2014;
- Contemplând eternitatea, poeme, Ed. Casa Cărții de Știință, Cluj-Napoca, 2015;
- Isprăvile lui Păcală : dramatizare liberă după Petre Dulfu, Ed. Ecou, Cluj-Napoca, 2015;
- Ceasornicul, povestiri și nuvele fantastice, Ed. Tracus Arte, București, 2015;
- Dumitru Radu Popescu în labirintul mitologiei contemporane, Ed. Școala Ardeleană, Cluj-Napoca, 2015;
- Ion Druță: conștiință a istoriei basarabene, Editura Cartier, Chișinău, 2015;
- Constantin Virgil Gheorghiu – aventura unei vieți literare, Ed. Sophia, București, 2016;
- Anotimpuri paralele, roman, Ed. Școala Ardeleană, Cluj-Napoca, 2016;
- Motanul încălțat. Dramatizare liberă dupa basmul lui Charles Perrault, Ed. Ecou Transilvan, Cluj-Napoca, 2016;
- Poezia, mereu poezia, Ed. Limes, Cluj-Napoca, 2016;
- Poezia de toate zilele, Ed. Limes, Cluj-Napoca, 2017;
- Eminescu în reflexii critice, Ed. Scrisul Românesc, Craiova, 2017;
- În marea dezordine a lumii, Ed. Junimea, Iași, 2018;
- Prăbușirea îngerului, Ed. Casa Cărții de Știință, Cluj-Napoca, 2018;
- Augustin Buzura. Prozatorul sondărilor abisale, Ed. Școala Ardeleană, Cluj-Napoca, 2018;
- Femei… Femei… Femei…, Ed. Casa Cărții de Știință, Cluj-Napoca, 2019;
- Poezia de zi și noapte, Ed. Limes, Cluj-Napoca, 2019;
- Poeții Stelei 70, Ed. Școala Ardeleană, Cluj-Napoca, 2019;
- Văzduhul din cuvinte, antologie de autor, Ed. Școala Ardeleană, Cluj-Napoca, 2019;
- Memoria memorabililor, Ed. Junimea, Iași, 2019;
- Candele de veghe, Ed. Renasterea, Alba Iulia, 2019;
- Poezia în lumini și umbre, Ed. Limes, Cluj-Napoca, 2020;
- D. R. Popescu. Teatrul politic, Ed. Casa Cărții de Știință, Cluj-Napoca, 2020;
- Bartolomeu Valeriu Anania cărturarul, Ed. Casa Cărții de Știință, Cluj-Napoca, 2021;
- Mircea Radu Iacoban. Dramaturgul, Ed. Casa Cărții de Știință, Cluj-Napoca, 2021;
- Eugen Ionescu în luminile avanscenei, Ed. Școala Ardeleană, Cluj-Napoca, 2021;
- Prin Clujul de altădată. Clujul amintirilor mele, Ed. Casa Cărții de Știință, Cluj-Napoca, 2022;
- Poezia - O provocare, Ed. Limes, Cluj-Napoca, 2022;
- Defăimarea lui Eminescu, Ed. Junimea, Iași, 2022;
- Repere critice eminesciene, Ed. Scrisul Românesc, Craiova, 2023;
- Poeți din Clujul de azi, Ed. Casa Cărții de Știință, Cluj-Napoca, 2023;
- Leonida Neamțu și Universul fantezist al aventurii, Ed. Cuantic, București, 2023 (conține și Strania Poveste a „Marelui Joc” al lui Leonida Neamțu).

## Legături externe
- „CUBLESAN-Constantin - Uniunea Scriitorilor din România - filiala Cluj-Napoca”, Uniuneascriitorilor-filialacluj.ro, accesat în 8 octombrie 2016